# تپه اطراف شهر سوخته ۲۷۶
تپه اطراف شهر سوخته ۲۷۶ در شهرستان زابل، بخش شیب آب، دهستان لوتک، روستای حومه شهر سوخته، ۱۴/۲۳ کیلومتری جنوب غرب پایگاه باستان‌شناسی شهر سوخته واقع شده و این اثر در تاریخ ۲۸ اسفند ۱۳۸۵ با شمارهٔ ثبت ۱۸۹۸۸ به‌عنوان یکی از آثار ملی ایران به ثبت رسیده است.